# نابجایی لبه‌ای

نمایی شماتیک از یک نابه‌جایی لبه‌ای

نابجایی لبه‌ای (به انگلیسی: edge dislocation) نوعی از ناکاملی بلوری در ساختار مواد است؛ جاییکه یک نیم صفحهٔ اضافی از اتم‌ها در میان بلور ظاهر می‌شود و صفحه‌های نزدیک خود را تحت تنش قرار می‌دهد. اتم‌های بالای خط نابجایی تحت تنش فشاری و اتم‌های پایین خط نابجایی تحت تنش کششی قرار دارند. هرچه فاصله تا خط نابجایی بیشتر می‌شود، مقدار این تنش‌ها کم و کمتر می‌شود و در فاصله‌های نسبتاً زیاد، این تنش‌ها به صفر نزدیک می‌شوند.تنش‌های ایجاد شده با کرنش همراهند و این کرنش‌ها انرژی بلور را افزایش می‌دهند.

بعضی اوقات نابجایی لبه‌ای را با نماد (T برعکس) نمایش می‌دهند که موقعیت خط نابجایی را نیز نشان می‌دهد.

در بیشتر مواد نابجایی‌ها نه نابجایی لبه‌ای هستند نه نابجایی پیچی؛ بلکه آمیزه‌ای از این دو نابجایی هستند.

## حرکت نابجایی لبه‌ای
اگر تنش کافی در جهت مناسب به بلور وارد شود، نابجایی لبه‌ای در جهت اعمال تنش می‌تواند حرکت کند؛ بدین صورت که اتم‌ها پیوندهای قبلی را شکسته و پیوندهای جدید پیدا می‌کنند تا نابجایی به مرز دانه برسد. بردار برگرز در این نوع نابجایی بر خط نابجایی عمود است.

مهم‌ترین مکانیزم تغییر شکل پلاستیک در فلزات -درست همانطور که تغییر شکل الاستیک به واسطه ی ارتجاع پیوندهای اتمی است- عمدتا به واسطه ی لغزش و حرکت نابجایی‌ها تحت تأثیر تنش برشی(تنشی که موازی با سطح اعمال می‌شود) می‌باشد.

به دلیل ایجاد تنش در ناحیه ی اطراف نابجایی،تنش لازم برای حرکت نابجایی کمتر از حالتی است که تنشی در ناحیه ی اطراف نابجایی نباشد.این خود دلیلی بر این است که تنش تسلیم در فلزهای بلوری بسیار کمتر از مقدار ایده آل خود است.
دو دانشمند به نام‌های رودولف پیرلز و فرنک نابارو تئوری حرکت نابجایی را پیش بردند و موفق شدند رابطه‌ای برای تنش برشی لازم برای حرکت نابجایی را محاسبه کنند.رابطه به صورت زیر است:

{\displaystyle \tau _{\mathrm {PN} }=Ge^{-2{\pi }W/b}}
جاییکه:
{\displaystyle W={\frac {a}{1-\nu }}}
{\displaystyle G} = مدول برشی
{\displaystyle \nu } = نسبت پواسون
{\displaystyle b} = بردار برگرز
{\displaystyle a} = فاصله ی بین صفحه ای

توجه داشته باشید که تنش برشی لازم برای حرکت نابجایی می‌تواند در صفحه‌ها و جهت‌های مختلف،متفاوت باشد.براساس رابطه ی بالا،لغزش(تغییر شکل پلاستیک) در صفحات با d بزرگتر و b کوچکتر شروع می‌شود.

## کاربردها
این نابجایی‌ها میتوانند بلغزند و باعث نرم تر و شکل پذیرتر شدن مواد می‌شوند.اما اگر بتوانیم به طریقی از حرکت این نابجایی‌ها جلوگیری کنیم،میتوانیم سخت تر شدن ماده را انتظار داشته باشیم.

چهار روش جلوگیری از حرکت نابجایی‌ها عبارتند از:

1.کاهش دادن اندازه ی دانه

مرزهای دانه میتوانند مانع حرکت نابجایی شوند;بنابراین آن‌ها میتوانند در استحکام بخشی مواد مشارکت داشته باشند.مقدار استحکام مشاهده شده در مواد به ساختار مرزهای دانه و اختلاف جهت گیری‌های دانه نیز بستگی دارد.

2.تشکیل محلول جامد

وجود ناخالصی در ماده باعث ایجاد تنش‌ها و کرنش‌هایی در بلور می‌شود.این تنش‌ها و کرنش‌ها میتوانند به عنوان موانع حرکت نابجایی‌ها عمل کنند.

3.ایجاد رسوبات

رسوبات سخت در برخورد با نابجایی‌ها بریده نمی‌شوند و میتوان با کنترل کردن ان ها،حرکت نابجایی‌ها را محدود کرد.برای مثال میتوان از سرامیک‌ها در فلزات به عنوان رسوب استفاده کرد.

4.کار-سختی

تغییر شکل در دمای نسبتا پایین باعث درگیر و قفل شدن نابجایی‌های لبه‌ای در هم می‌شود و سختی ماده را به دنبال دارد.این روش ارزان و راحت است 
ولی از طرفی می‌تواند مشکل ساز باشد;زیرا ما در بسیاری از موارد مایل نیستیم تغییر شکلی در ماده ی ما اتفاق بیفتد.